# NGC 1459
NGC 1459 (również PGC 13832) – galaktyka spiralna z poprzeczką (SBbc), znajdująca się w gwiazdozbiorze Pieca. Odkrył ją w 1886 roku Ormond Stone.